# Erioptera (Teleneura) pennigera
Erioptera (Teleneura) pennigera is een tweevleugelige uit de familie steltmuggen (Limoniidae). De soort komt voor in het Oriëntaals gebied.